# جون أرلين كولفين
جون أُرلين كولفين (بالإنجليزية: John Orlin Colvin)‏ هو قاضي أمريكي، ولد في 17 نوفمبر 1946.